# 封靈祐
封灵祐，南北朝時代人物，勃海郡蓨县人。
封灵祐在南朝宋宋文帝刘义隆时，担任青州治中、勃海郡太守。北魏慕容白曜平定三齐，封灵祐率二百人降北魏，被北魏赐爵下密子。後担任建威将軍、勃海郡太守，之后去世。

## 子
- 封進寿，嗣爵下密子，魏孝明帝时，为揚州治中，義州失陷，被刺史元志殺害
- 封蚌，官至冀州别驾
- 封粲，历任荊州長流参軍、司空水曹参軍、殿中侍御史、征東将軍、广州長史、光禄大夫